# رامين كريملو
رامين كريملو (بالإنجليزية: Ramin Karimloo) وهو ممثل ومغني إيراني المولد والأصل وكندي الجنسية ولد في يوم 19 سبتمبر 1978 في مدينة طهران عاصمة إيران وهو يعمل حالياً في لندن في إنجلترا.

## روابط خارجية
- رامين كريملو على موقع IMDb (الإنجليزية)
- رامين كريملو على موقع ميوزك برينز (الإنجليزية)
- رامين كريملو على موقع قاعدة بيانات برودواي على الإنترنت (الإنجليزية)
- رامين كريملو على موقع ديسكوغز (الإنجليزية)
- رامين كريملو على موقع قاعدة بيانات الفيلم (الإنجليزية)